# Raoul Bachmann
Raoul Bachmann est un pilote automobile français ayant participé aux deux premières éditions des 24 Heures du Mans en 1923 et 1924.

## Histoire

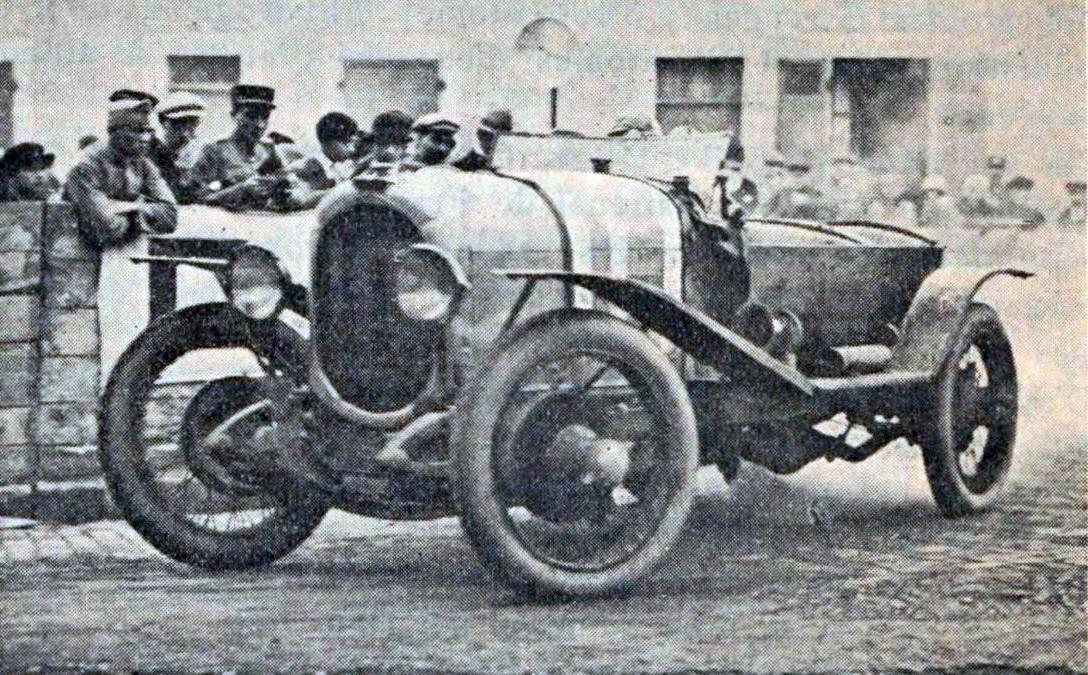
Chenard et Walcker (no 10) de Bachmann et Dauvergne
2e des 24 Heures du Mans 1923

En 1923 il participe, avec son frère Fernand Bachmann, à la première édition des 24 Heures du Mans organisée par l'Automobile Club de l'Ouest, à bord de l'une des trois voitures Chenard et Walcker L4 de 2 978 cm3. Raoul Bachmann décroche la seconde position avec le dossard no 10,, son frère termine la course en 4e position, tandis que la victoire le 26 mai 1923 revient à la troisième Chenard et Walcker 15 HP Tourisme de l'équipe (dossard no 9), pilotée par André Lagache et René Léonard.

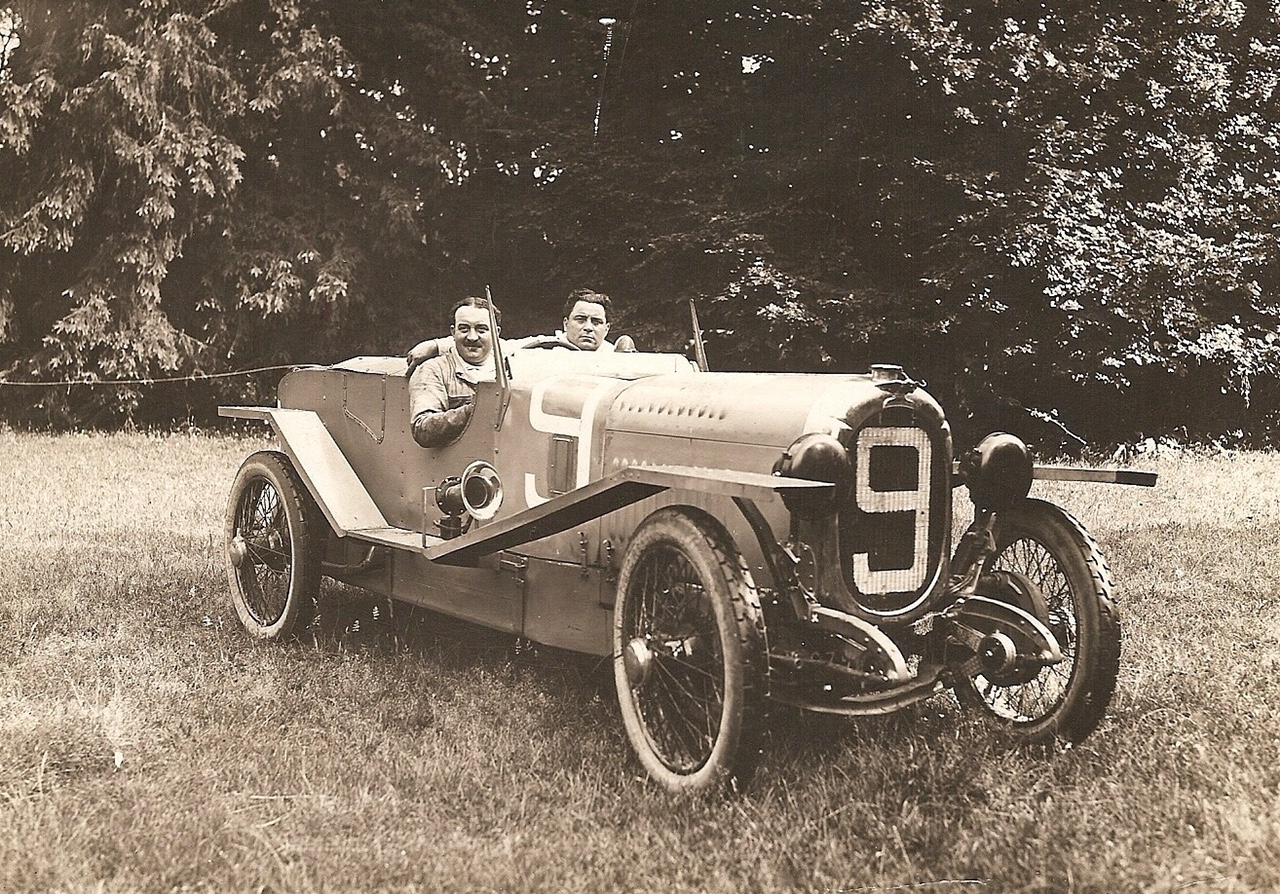
Raoul et Fernand Bachmann aux 24 Heures du Mans 1924

Les deux frères s'engagent ensemble l'année suivante, avec Chenard et Walcker Sport, pour les 24 Heures du Mans 1924. Mais à cause d'une sortie de route spectaculaire ils ne termineront pas la course.

La Chenard et Walcker n°11 au Le Mans Classic 2023
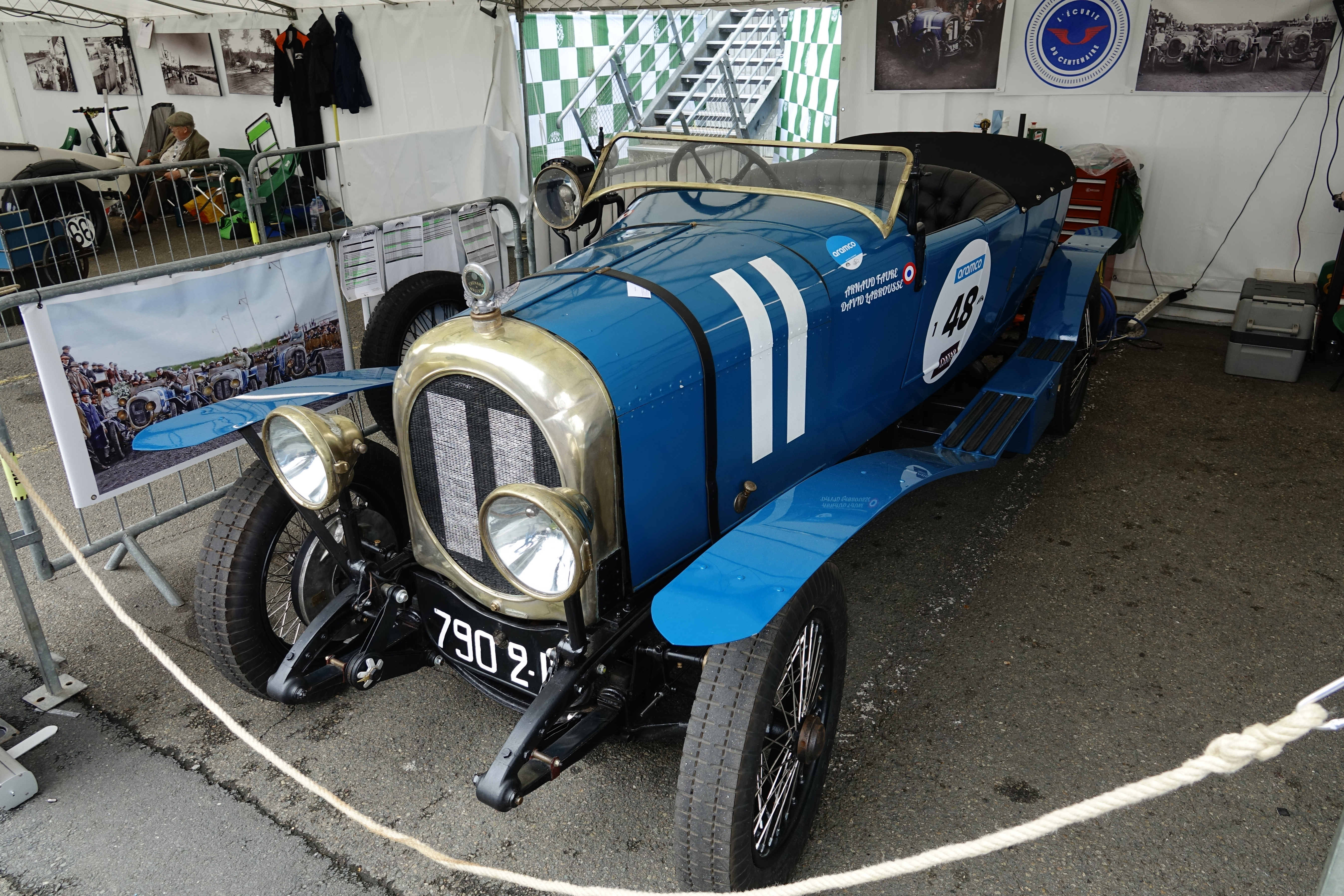
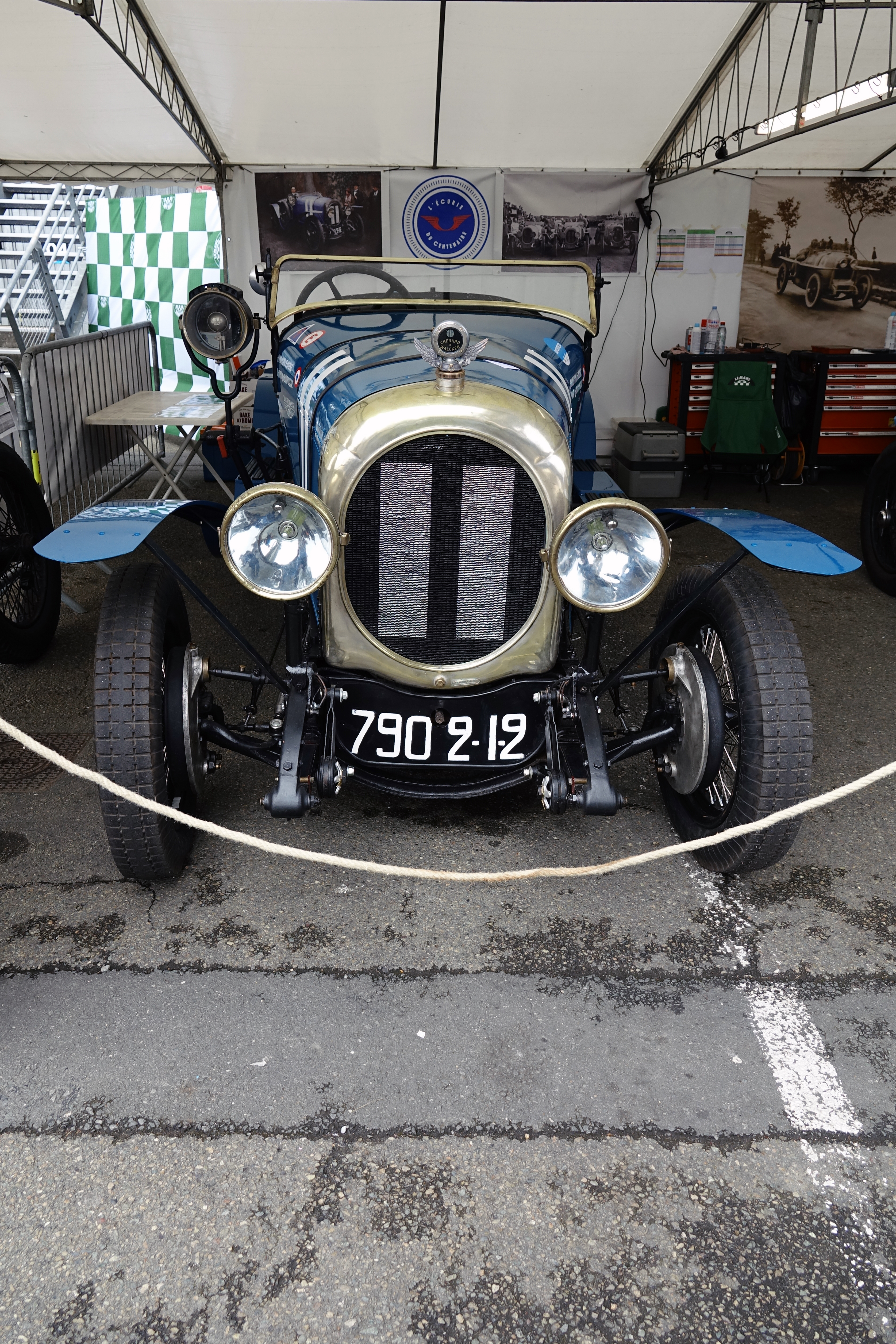